# Triumph Films
Triumph Films (znana również jako Triumph Releasing Corporation) – amerykańska wytwórnia filmowa, oddział należący do Sony Pictures Entertainment, zajmował się głównie produkcją i dystrybucją filmów kinowych i direct-to-video.